# トン (イタリア)
トン（イタリア語: Ton）は、イタリア共和国トレンティーノ＝アルト・アディジェ州トレント自治県にある、人口約1,300人の基礎自治体（コムーネ）。

## 地理

### 位置・広がり
トレント自治県北西部、ヴァル・ディ・ノンに位置するコムーネ。ヴァル・ディ・ノンの中心地であるクレスから南南東へ12km、県都トレントから北へ21km、ボルツァーノから南西へ33kmの距離にある。

#### 隣接コムーネ
隣接するコムーネは以下の通り。括弧内のBZはボルツァーノ自治県所属を示す。
- カンポデンノ
- コルタッチャ・スッラ・ストラーダ・デル・ヴィーノ (BZ)
- デンノ
- メッツォコローナ
- メッツォロンバルド
- プレダイア (ターイオ、ヴェルヴォ)
- ロヴェレー・デッラ・ルーナ
- スポルマッジョーレ
- スポルミノーレ

## 行政

### 分離集落
トンには、以下の分離集落（フラツィオーネ）がある。
- Masi di Vigo, Toss, Vigo di Ton (sede comunale)

### Comunita di valle
トレント自治県が設置した広域行政組織 Comunita di valle 「ヴァル・ディ・ノン」 (it:Comunita della Val di Non) （事務所所在地: クレス）に属する。

## 住民

### 言語
| 少数言語話者の割合（2011年） | 少数言語話者の割合（2011年） | 少数言語話者の割合（2011年） | 少数言語話者の割合（2011年） | 少数言語話者の割合（2011年） |
| ---------------------------- | ---------------------------- | ---------------------------- | ---------------------------- | ---------------------------- |
|                              |                              |                              |                              |                              |
| ラディン語                   | ラディン語                   |                              | 28.3%                        | 28.3%                        |
| モケーニ語                   | モケーニ語                   |                              | 0.0%                         | 0.0%                         |
| チンブロ語                   | チンブロ語                   |                              | 0.0%                         | 0.0%                         |

2011年10月9日に行われた国勢調査によれば、住民1319人中373人（28.3%）がラディン語話者であった。